# Sabine Schulte
Sabine Schulte (ur. 29 stycznia 1976 w Niederkassel) – niemiecka lekkoatletka, tyczkarka. W 2007 ogłosiła zakończenie kariery sportowej.

## Osiągnięcia
- brąz młodzieżowych mistrzostw Europy (Turku 1997)
- 6. miejsce podczas halowych mistrzostw Europy (Gandawa 2000)
- srebro Uniwersjady (Pekin 2001)
- dwukrotna mistrzyni kraju (1997 – hala[2], 1998 – stadion[3])

## Rekordy życiowe
- skok o tyczce (stadion) – 4,40[4] (2002)
- skok o tyczce (hala) – 4,41 (2002)